# Travail du sol

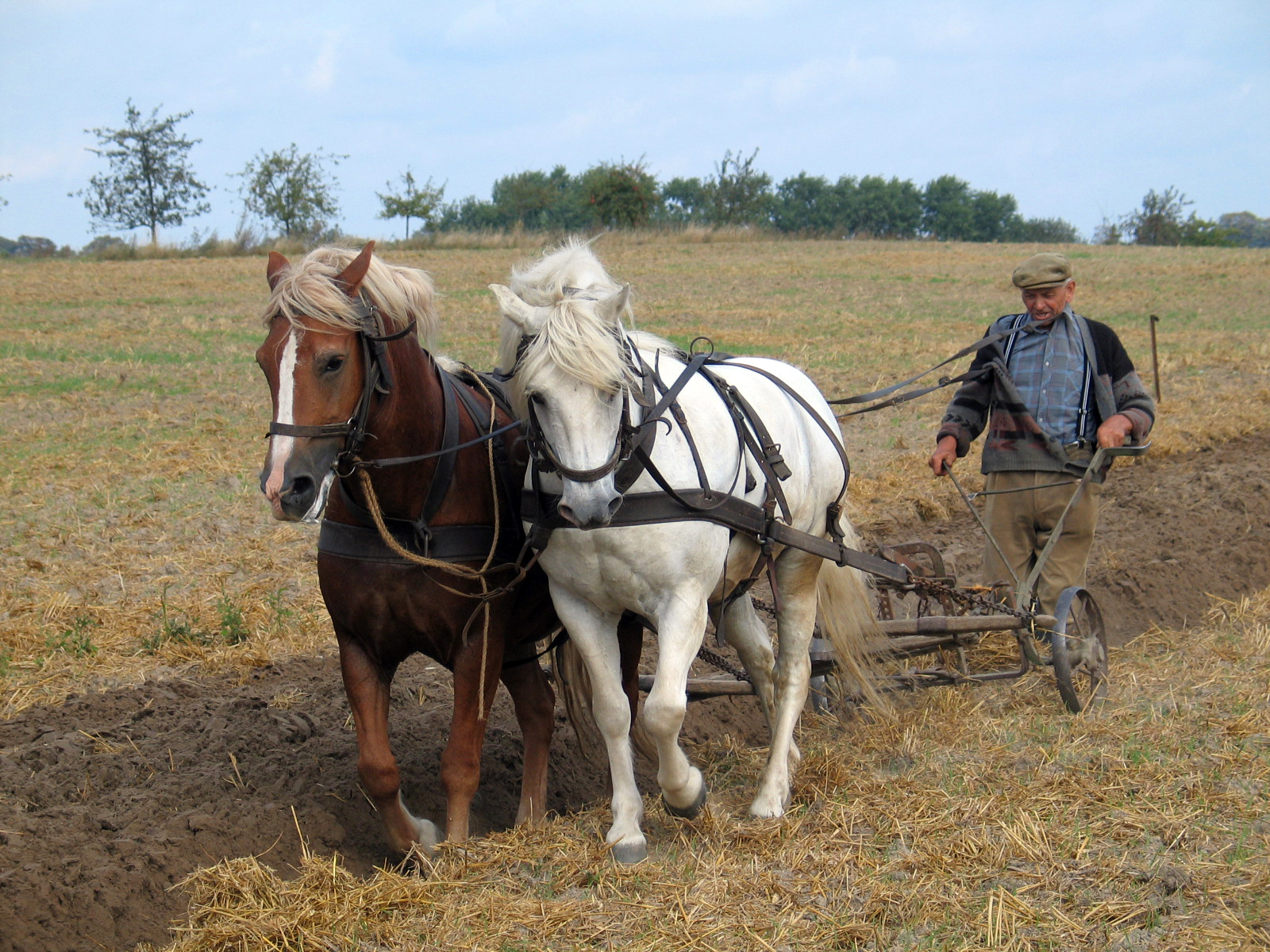
Labour traditionnel à traction animale

En agriculture et agronomie, le travail du sol est réalisé par une série de façons culturales réalisés à l’aide d’instruments aratoires et destinées à créer dans le sol un milieu favorable au développement des plantes cultivées. Elles peuvent être exécutées avant la mise en place d'une culture, ou pendant son développement.
La manière de travailler le sol a un impact à moyen et long terme très important sur sa biodiversité et ses qualités agropédologiques.

## Objectifs du travail du sol
En général les façons culturales ont pour objectif d’améliorer l’état physique et mécanique du sol. Elles jouent également de façon indirecte et plus ou moins marquée sur ses propriétés chimiques et biologiques.
On peut citer parmi les objectifs principaux du travail du sol :
1. amélioration de la structure du sol : cela consiste à réduire sa ténacité et sa compacité, créant ainsi les conditions plus adaptées au développement des racines et facilitant l'exécution d’autres façons culturales ;
2. augmentation de la perméabilité et de la porosité : cela facilite l'infiltration de l'eau, ce qui a plusieurs effets : limiter les eaux stagnantes ainsi que le ruissellement en surface, source d'érosion, améliorer l'équilibre entre l'eau et l'air dans le sol grâce à l'écoulement plus rapide de l'eau en excès, et enfin favoriser la réalimentation des réserves d'eaux souterraines ;
3. préparation du lit de semence : l'émiettement des mottes crée un environnement qui place les semences dans les meilleures conditions de germination en facilitant leur contact avec les particules du sol et leur humidification.

Le travail du sol peut également avoir de nombreux autres effets, comme :
1. la limitation des infestations par les plantes adventices (désherbage),
2. la limitation des pertes d'eau par évaporation,
3. l'égalisation de la surface du terrain,
4. l'enfouissement d'engrais, d'amendements ou d'autres substances telles que des herbicides de pré-levée.

## Les différents types de façons culturales
La réalisation de ces objectifs nécessite généralement la combinaison de plusieurs opérations culturales, combinaison qui peut varier en fonction du type de culture et de son précédent cultural, de la nature et de l'état du sol et du climat. De ce point de vue, on peut distinguer :
1. les labours,
2. les pseudo-labours,
3. les façons superficielles :
4. la jachère :
  - avant labour : le déchaumage,
  - après labour, pour la préparation des terres : hersage, roulage,
  - pour l'entretien des cultures : binage, buttage.

Du point de vue du mode exécutoire, on peut aussi distinguer :
1. les opérations manuelles, à l'aide de simples outils,
2. les opérations mécanisées, faisant appel soit à la traction animale, soit à des engins mécaniques.

## Études
Dans le cadre des systèmes de culture qui relèvent de l'agriculture de conservation, le travail du sol serait un paramètre clé pour la séquestration du carbone dans les sols cultivés. Des études selon lesquelles la simplification du travail du sol (labour de conservation appelé « travail minimum du sol ») voire la suppression du labour (« non-labour ») permettrait d'augmenter ce stockage, fournissent des conclusions contradictoires,,.